# 市立札幌新川高等学校
市立札幌新川高等学校（しりつさっぽろしんかわこうとうがっこう、英: Shiritsu Sapporo Shinkawa High School）は、北海道札幌市北区新川にある公立（札幌市立）の高等学校。

## 概要
- 札幌市北区の閑静な住宅街にある中堅校。
- 公立高校としては比較的部活動が盛んで、生徒全体の9割程度（平成30年度現在）が部活動に入っており、一部の部活動は全道大会、全国大会まで進出している。
- 文武両道をモットーとしている。

### 学科
- 普通科
  - 定員 320人（40人8クラス）
  - 2年次より文系と理系に分かれ、それぞれ必修科目が異なる。設置コース（当校ではエリアと呼称）は基本データを参照のこと。

## 沿革
- 1950年（昭和25年）5月15日 - 北海道札幌西高等学校琴似分校として札幌郡琴似町にて創立
- 1951年（昭和26年）11月1日 - 北海道札幌西高等学校より独立、琴似町立琴似高等学校と校名変更
- 1955年（昭和30年）3月1日 - 琴似町と札幌市の合併により、北海道札幌琴似高等学校と校名変更
- 1976年（昭和51年）12月14日 - 新川地区に移設決定
- 1979年（昭和54年）4月1日 - 現校地に移転し、北海道札幌新川高等学校に校名変更
- 1979年（昭和54年）4月10日 - 開校式・第一回入学式挙行
- 1979年（昭和54年）9月14日 - グラウンド開き
- 1979年（昭和54年）12月16日 - 校舎落成式
- 1980年（昭和55年）12月1日 - 生徒会発足
- 1981年（昭和56年）8月28日 - 全日制第一回学校祭「黎翔」
- 1982年（昭和57年）3月9日 - 全日制同窓会「黎翔会」発足
- 1983年（昭和58年）8月11日 - 米国ポートランド市ローズベルト高校と姉妹提携
- 1989年（平成元年）10月20日 - 10周年記念式典
- 2010年（平成22年）3月31日 - 定時制課程を閉課　在校生は市立札幌大通高等学校へ転校
- 2018年（平成30年）4月1日 - 校名を市立札幌新川高等学校に変更

### 歴代校長
- 1979年（昭和54年）4月1日 - 初代武井時紀校長着任
- 1983年（昭和58年）4月1日 - 第2代竹内善隆校長着任
- 1986年（昭和61年）4月1日 - 第3代村上元治校長着任
- 1989年（平成元年）4月1日 - 第4代本間恒太校長着任
- 1991年（平成3年）4月1日 - 第5代野元哲浩校長着任
- 1993年（平成5年）4月1日 - 第6代梅澤彰校長着任
- 1995年（平成7年）4月1日 - 第7代加藤実校長着任
- 1997年（平成9年）4月1日 - 第8代神山健校長着任
- 2000年（平成12年）4月1日 - 第9代北島捷弘校長着任
- 2003年（平成15年）4月1日 - 第10代坂田義成校長着任
- 2006年（平成18年）4月1日 - 第11代青塚健一校長着任
- 2010年（平成22年）4月1日 - 第12代大川徹校長着任
- 2016年（平成28年）4月1日 - 第13代武内達也校長着任
- 2018年（平成30年）4月1日 - 第14代野元基校長着任

## 施設
- 購買
  - 一階の職員玄関前に設置の購買は、文房具から飲食物まで一通りを扱っている。
  - ドリンク類の自動販売機があるが、炭酸飲料はない。
- 図書館
  - 昼休み時間及び、放課後に図書の貸し出しが可能。
  - 自習に最適な環境が整っているので、放課後などに自習する生徒が見られる。
- グラウンド
  - 校舎の裏には野球場、陸上トラック、テニスコート（6面）、グラウンド（主にサッカー）、弓道場がある。

## 年間行事
- 4月　　入学式　対面式
- 5月　　高体連
- 6月　　第1回定期考査　夏季略装開始
- 7月　　学校祭
- 8月　　夏休み
- 9月　　第2回定期考査　球技大会（バレー、ソフトボール、テニス）
- 10月　 後期開始　冬服開始　見学旅行
- 11月　 第3回定期考査
- 12月　 冬休み
- 1月　　スキー学習
- 2月　　第4回定期考査
- 3月　　卒業式　球技大会（バスケットボール、卓球、バドミントン）

## その他
- 廊下の長さは約110メートル（両端に体育館、講堂が存在するため実際の直線は更に長い）あり、道内一番の長さである[1]。
- 本校の建設費用は25億3千万円。当時としては比較的高額なのは、費用のかなりの部分を土地改良（地盤の悪い地域での建設だったため）に費やしたためである。
- 開校当時に比して受験生の学力と卒業生の進学率が上昇し、現在は札幌市内における中堅クラスの高校へと成長。
- 開校当時、まだすべての学年が揃っていないゆえか学校祭を開催することができなかった。学校の向かいにある市民農園に畑を所有し、クラス単位で農作業をして、秋に「収穫祭」を開催し、収穫したじゃがいもをふかして生徒全員で食べていた。
- 学校祭で、田中義剛のコンサートが開催され、田中義剛が「みんなでジャンプしよう！」といって全員でジャンプした結果、コンサート会場だった体育館の床が抜けるという事故が起きた。その後跳ねても大丈夫なように体育館の床下にスプリングが入れられ、翌年の学校祭ではラジオパーソナリティでシンガー・ソングライターのみのや雅彦によるコンサートが無事開催された。
- 原田康子著の小説「満月」（後に原田知世主演で「満月 MR.MOONLIGHT」として映画化される）の主人公まり（高校教師）が勤めている高校のモデル。建物の仕組みはもちろん、その他教師の記述についても当時在籍されていた実在の教師がモデルとなっている。

### 女子制服の変遷
- 第1期生から第4期生：開校時に近隣の中学校で制服デザインに関するアンケートを行い、結果セーラー服希望とブレザー希望の生徒がほぼ同数だったため、当時の家庭科教員がセーラーとブレザーを合体させたデザインの制服を考案、採用。
- 第5期生から：入学希望者増を目的に制服デザインの変更を行いブレザースタイルの制服を採用。
- 2009年度入学生から：ネクタイ･リボンの選択可の新制服を採用（男子は開校当時より同じ黒詰襟学生服）。

## 著名な出身者

### 音楽
- 大賀埜々（歌手、小室ファミリー）:12期
- 谷本光（ギタリスト）:22期
- 大喜多崇規（ドラマー、exズボンズ、Fullarmor、Nothing's Carved In Stone）:11期
- 江島啓一（ドラマー、サカナクション）
- りょーめー(新居延遼明)（ボーカル/ギター、爆弾ジョニー、SAMURAIMANZ GROOVE）:31期
- キョウスケ(所希陽介)（ギター、爆弾ジョニー、SAMURAIMANZ GROOVE）:31期
- 小堀ファイアー(小堀修平)（ベース、爆弾ジョニー）:31期
- タイチサンダー(北本太一)（ドラム、爆弾ジョニー）:31期

### 舞台
- 奥山美代子（女優、文学座）:4期

### 美術
- 宮崎詞美（横浜美術大学 教授、絵本作家・研究者、博士（美術））:8期？

### 俳優
- 宮林康（俳優、声優、ナレーター。アクセント所属）:3期

### 文化人
- 清水上徹（アマチュア将棋棋士。小中高大社会人に至るまで全てのカテゴリーで将棋のアマチュア日本一を達成。将棋アマ七段〔朝日アマ名人5連覇（なお、三連覇目で達成したと思われる）に拠る〕。妻は女流棋士である中村桃子。）

### スポーツ
- 三上陽輔（サッカー選手、ブラウブリッツ秋田所属）:30期(2010年度卒業)
- 内山裕貴（サッカー選手、ガイナーレ鳥取所属）:33期(2013年度卒業)

## 利用できる交通機関

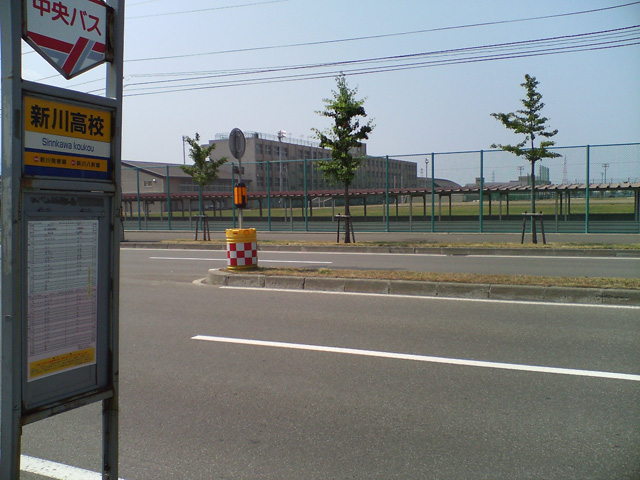
最寄のバス停(2006年8月)

### 中央バス
- 地下鉄南北線北24条駅より
  - 北72（新川線）新川営業所行・手稲高校行 「西陵橋」下車　徒歩10分。
  - 北73（新琴似2条線）新川営業所行・手稲高校行 「新琴似2条13丁目」下車　徒歩10分。

- 地下鉄東西線宮の沢駅より
  - 西44（工業団地線）新川営業所行 「新川4条16丁目下車」　徒歩10分。

- 地下鉄東西線発寒南駅・琴似駅より
  - 西48（新川発寒線）新川営業所行 「新川高校」下車　徒歩5分。
  - 西49（新川発寒線）新川営業所行 「新琴似2条13丁目下車」　徒歩10分。

- 札幌駅前より
  - 西71（新川八軒線）新川営業所行 「新川高校」下車　徒歩5分。

- 地下鉄南北線麻生駅より
  - 麻06（新琴似6条線）新川営業所行 「新琴似6条16丁目」下車　徒歩15-20分程度。
  - 麻67（麻生宮の沢線）地下鉄宮の沢行　「新川高校」下車　徒歩5分。

　　　　※注意：）上記麻06、麻67は、地下鉄麻生駅南側にある麻生駅南側バスターミナル（麻生イオン立体駐車場1階部分。麻生イオンの南側に隣接）のバスターミナルの2番乗り場から発車するので注意。これらの路線ではJR学園都市線新琴似駅との連絡は、麻67ならば「新琴似駅通」停、麻06ならば「新琴似7条1丁目」停が便利。

### JR
JR札沼線（学園都市線）新川駅から約3キロメートル

## 高大連携
公立
- 札幌市立大学看護学部（2007年調印）

私立
- 北海道科学大学（前身大学の北海道工業大学時代である2009年調印）
- 公立千歳科学技術大学（2006年調印）